# Metropolia Turynu
Metropolia Turynu – metropolia Kościoła rzymskokatolickiego w północnych Włoszech. Obejmuje całość świeckiego regionu administracyjnego Dolina Aosty, większość obszaru Piemontu, a także część Ligurii. Składa się z metropolitalnej archidiecezji Turynu i dziesięciu diecezji. Została ustanowiona w 1515 roku. Od maja 2022 godność metropolity sprawuje kard. Roberto Repole. W czerwcu 2023 połączono dwie składowe diecezje metropolii - Cuneo i Fossano w jedną diecezję.
W skład metropolii wchodzą:
- Archidiecezja Turynu
- Diecezja Acqui
- Diecezja Alba Pompeia
- Diecezja Aosty
- Diecezja Asti
- Diecezja Cuneo-Fossano
- Diecezja Ivrei
- Diecezja Mondovì
- Diecezja Pinerolo
- Diecezja Saluzzo
- Diecezja Susy